# 張蓉芳
張 蓉芳（ちょう ようほう、ラテン翻記:Zhang Rongfang、女性、1957年4月15日- ）は、中華人民共和国の元バレーボール選手である。1984年ロサンゼルスオリンピックでは、全5試合に出場し金メダルを獲得。郎平とともに1980年代の中国女子バレーを支えたアタッカーである。配偶者は元男子バレーボール選手、女子チームのコーチを務めた胡進。
スーパーアタッカーの郎平に対し、テクニシャンとして知られた。三屋裕子は後年、「郎平より張蓉芳の方が怖かった」と述べている。

## 戦績
- ワールドカップ (1981年)　金メダル
- 世界選手権 (1982年) 金メダル
- オリンピック (1984年)金メダル